# Zeekr 007

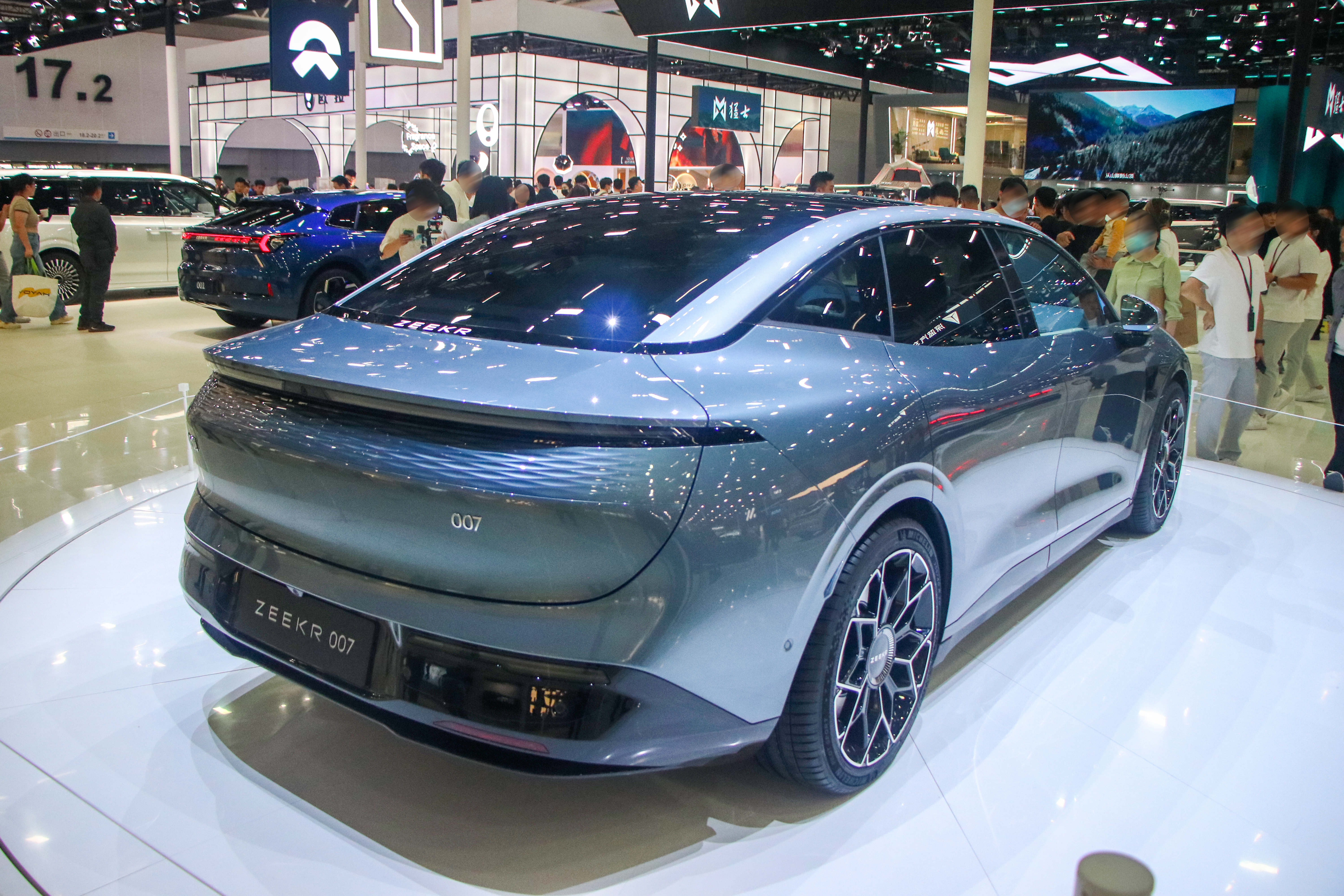
Heckansicht

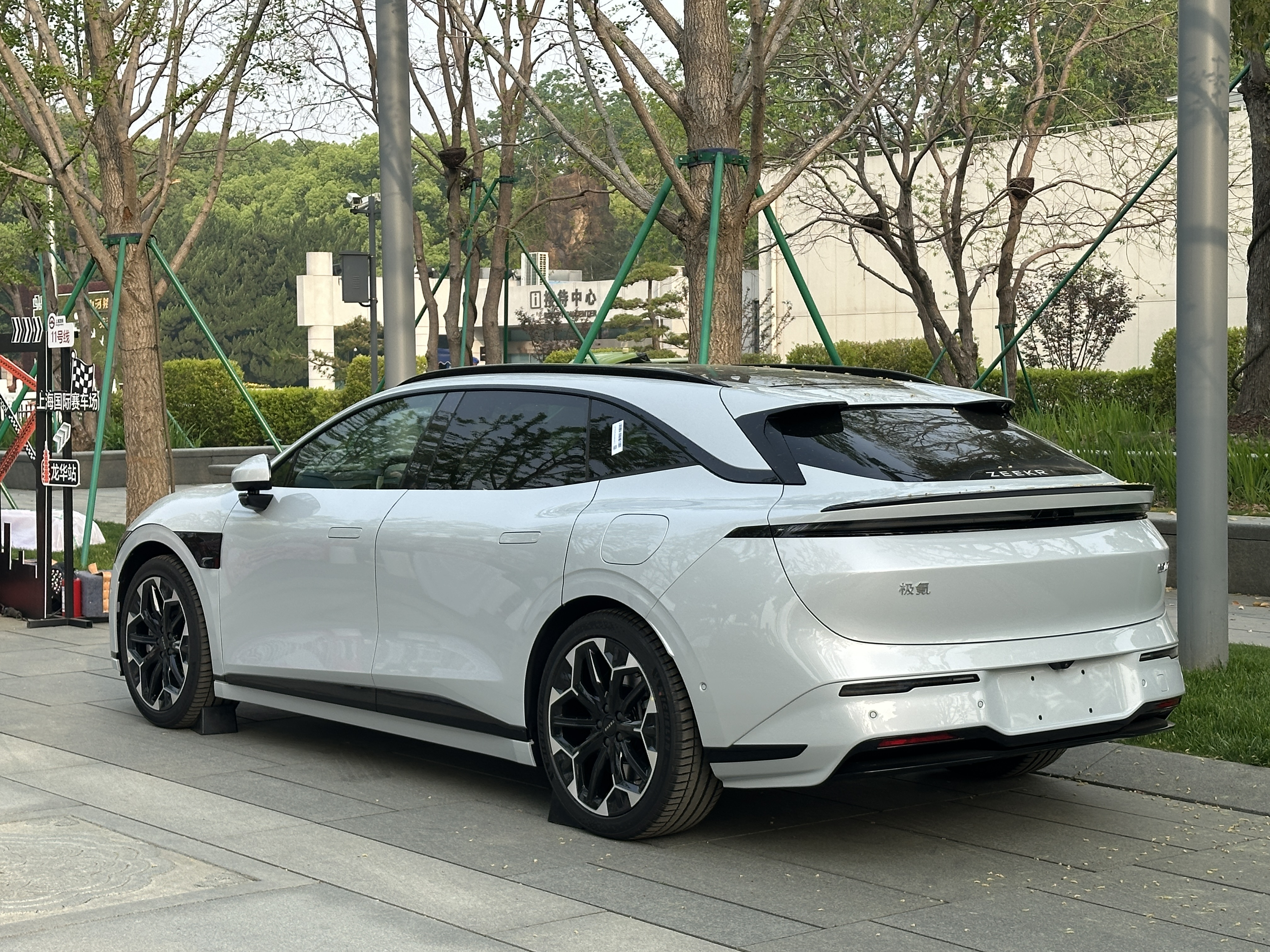
Zeekr 007 GT

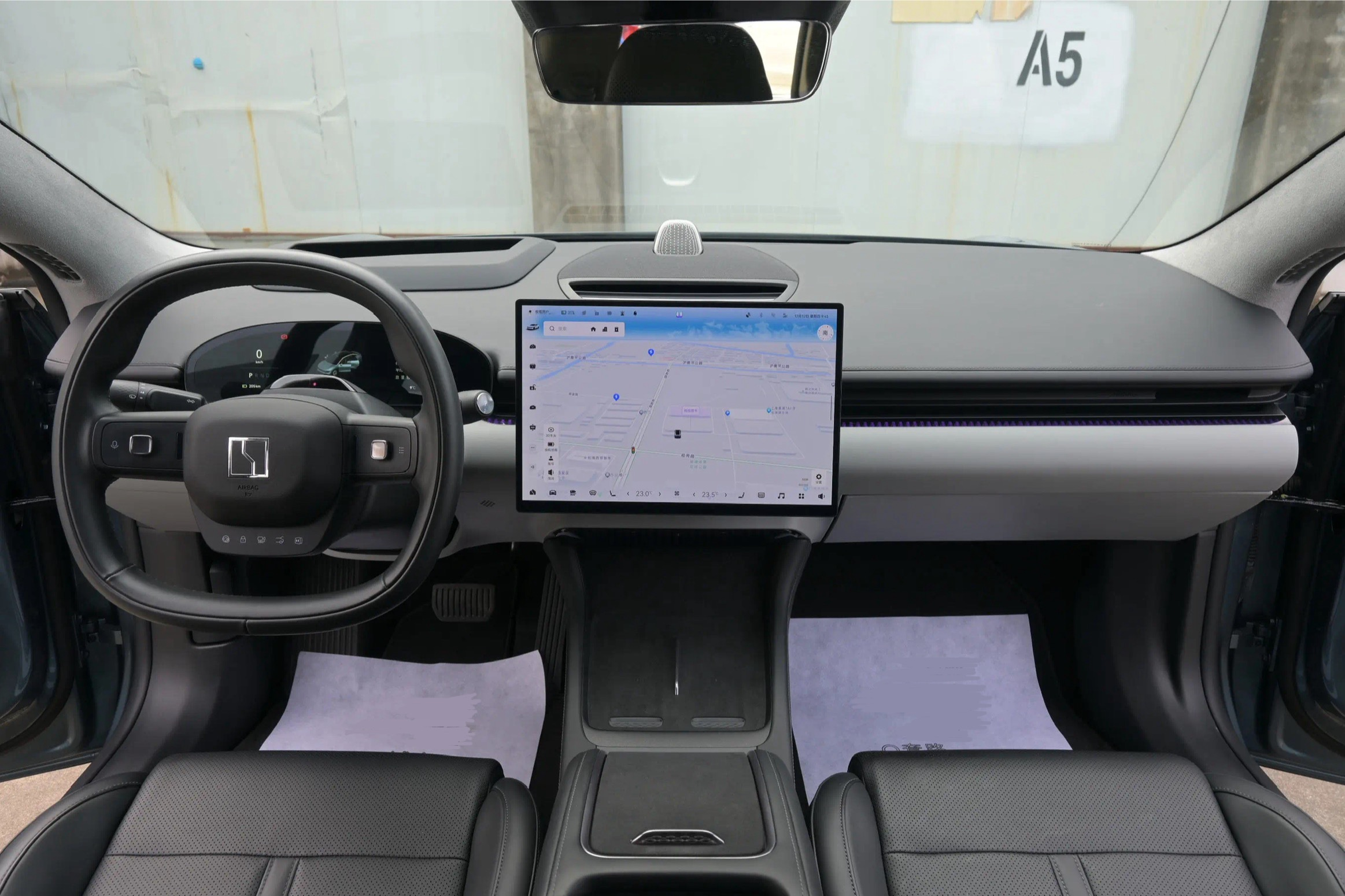
Armaturentafel

Der Zeekr 007 ist eine batterieelektrisch angetriebene Limousine der zum chinesischen Geely-Konzern gehörenden Marke Zeekr.

## Geschichte
Am 17. November 2023 präsentierte Zeekr das Modell auf der Guangzhou Auto Show als erste Limousine der Marke. Zur gleichen Zeit begann auf dem chinesischen Markt der Verkauf. Die Serienproduktion startete am 23. Dezember 2023. Die Kombi-Version GT präsentierte Zeekr am 9. Januar 2025. Sie kam am 15. April 2025 in China in den Handel. Der 007 wird der oberen Mittelklasse zugeordnet.

## Technik
Der Zeekr 007 ist 4,87 m lang, 1,90 m breit und 1,45 m hoch. Der Radstand beträgt 2,93 m. Als Basis dient die PMA2+ genannte Plattform mit 800-Volt-Technik, die auch die Konzernschwestermarken Lotus und Polestar einsetzen. Die Version mit einem Elektromotor leistet 310 kW (421 PS). Sie hat einen Lithium-Eisenphosphat-Akkumulator und soll in 30 Minuten aufladbar sein. Die Reichweite beträgt bis zu 688 km nach CLTC. Die Allradversion mit zwei Elektromotoren beschleunigt nach Herstellerangaben in 2,84 Sekunden auf 100 km/h mit abgezogenem Roll-Out und soll eine CLTC-Reichweite von maximal 870 km bieten. Der Stromverbrauch nach dem chinesischen Messzyklus CLTC wird mit 12,5 kWh angegeben. Die stärkste Version leistet 475 kW (646 PS) und kann mit zwei unterschiedlichen Batterietypen (Lithium-Eisenphosphat oder Nickel-Mangan-Cobalt) kombiniert werden. Je nach gewählter Akkukapazität sind 500 bzw. 610 km Reichweite in 15 Minuten nachladbar.
Drei Lidar-Sensoren, je zwölf HD-Kameras und Ultraschall- sowie fünf Radarsensoren ermöglichen autonome Fahrfunktionen. Auffällige Merkmale sind das von Kunden anpassbare, dynamische Leuchtband des Tagfahrlichts, das sich über die gesamte Fahrzeugbreite erstreckt und aus 1711 Einzelelementen besteht, sowie das  wärmegedämmte Glasdach, das nahtlos in das Heckfenster übergeht.
Im August 2024 wurde eine überarbeitete Version des Zeekr 007 auf den Markt gebracht, in der die zweite Generation der sogenannten Golden Battery, ein Lithium-Eisenphosphat-Akkumulator, verbaut ist. Mit diesem Akku kann innerhalb von 10,5 Minuten von 10 auf 80 Prozent geladen werden. Zu diesem Zeitpunkt (Stand August 2024) stellt dies einen Spitzenwert für Elektroautos in Großserienproduktion dar. Die Laderate des Akkumulators beträgt somit 5,5 C. Der Akkumulator hat eine Kapazität von 75 kWh und eine maximale Ladeleistung von 412 kW. Zulieferer ist der chinesische Hersteller Quzhou Jidian. Auch bei einer Temperatur von −10 Grad Celsius soll der Akkumulator von 10 auf 80 Prozent noch innerhalb von 30 Minuten geladen werden können.

### Technische Daten
|                                | RWD 75 kWh                        | AWD 75 kWh                        | RWD 100 kWh                      | AWD 100 kWh                       | AWD 100 kWh Performance           |
| ------------------------------ | --------------------------------- | --------------------------------- | -------------------------------- | --------------------------------- | --------------------------------- |
| Bauzeitraum                    | seit 12/2023                      | seit 12/2023                      | seit 12/2023                     | seit 12/2023                      | seit 12/2023                      |
| Motorkenndaten                 |                                   |                                   |                                  |                                   |                                   |
| Motorart                       | Permanentmagnet-Synchronmotor     | 2 Permanentmagnet-Synchronmotoren | Permanentmagnet-Synchronmotor    | 2 Permanentmagnet-Synchronmotoren | 2 Permanentmagnet-Synchronmotoren |
| max. Leistung                  | 310 kW (421 PS)                   | 475 kW (646 PS)                   | 310 kW (421 PS)                  | 475 kW (646 PS)                   | 475 kW (646 PS)                   |
| max. Drehmoment                | 440 Nm                            | 710 Nm                            | 440 Nm                           | 710 Nm                            | 710 Nm                            |
| Kraftübertragung               |                                   |                                   |                                  |                                   |                                   |
| Antrieb                        | Hinterradantrieb                  | Allradantrieb                     | Hinterradantrieb                 | Allradantrieb                     | Allradantrieb                     |
| Getriebe                       | Eingang-Getriebe                  | Eingang-Getriebe                  | Eingang-Getriebe                 | Eingang-Getriebe                  | Eingang-Getriebe                  |
| Antriebsbatterie               |                                   |                                   |                                  |                                   |                                   |
| Zellchemie                     | Lithium-Eisenphosphat-Akkumulator | Lithium-Eisenphosphat-Akkumulator | Nickel-Mangan-Cobalt-Akkumulator | Nickel-Mangan-Cobalt-Akkumulator  | Nickel-Mangan-Cobalt-Akkumulator  |
| Energieinhalt                  | 75 kWh                            | 75 kWh                            | 100 kWh                          | 100 kWh                           | 100 kWh                           |
| Messwerte                      |                                   |                                   |                                  |                                   |                                   |
| Leergewicht                    | 2150 kg                           | 2280 kg                           | 2160 kg                          | 2290 kg                           | 2290 kg                           |
| Leergewicht, GT                | 2230 kg                           | 2330 kg                           | 2245 kg                          | 2350 kg                           | —                                 |
| Höchstgeschwindigkeit          | 210 km/h                          | 210 km/h                          | 210 km/h                         | 210 km/h                          | 210 km/h                          |
| Höchstgeschwindigkeit, GT      | 210 km/h                          | 210 km/h                          | 210 km/h                         | 210 km/h                          | —                                 |
| Beschleunigung, 0–100 km/h     | 5,6 s                             | 3,8 s                             | 5,4 s                            | 3,5 s                             | 2,84 s (1)                        |
| Beschleunigung, 0–100 km/h, GT | 5,3 s                             | 3,8 s                             | 5,2 s                            | 2,95 s                            | —                                 |
| Reichweite nach CLTC           | 688 km                            | 616 km                            | 870 km                           | 770 km                            | 660 km                            |
| Reichweite nach CLTC, GT       | 650 km                            | 585 km                            | 825 km                           | 730 km                            | —                                 |